# Святі землі української
«Святі землі української» — книга Бориса Самбора, агіографічне дослідження житій святих.
Вийшла друком у видавництві «Архангельський глас» у Києві 2009 року. Обсяг книги — 688 сторінок. Видана з благословення Святійшого Патріарха Київського і всієї Руси-України. Рекомендовано до друку Вченою Радою Київської Православної Богословської Академії Української Православної Церкви Київського Патріархату.
Наукові рецензенти:
- професор, доктор історичних наук, протоієрей Юрій Мицик;
- професор, доктор богословських наук, Дмитро Степовик;
- доцент, кандидат богословських наук, Ярослав Романчук

Є спробою подати вичерпне житія святих, які належать до сонму святих Української Православної Церкви.
Книгу можна вважати продовженням семитомного видання «Житія святих» святителя Димитрія, митрополита Ростовського в перекладі українською мовою Святійшим Патріархом Філаретом.
Автором вступної статті й житій новоканонізованих святих є митрополит Димитрій (Рудюк).